# Чич, Милан
Милан Чич (словац. Milan Čič; 2 января 1932, Zákamenné, Чехословацкая Республика — 9 ноября 2012, Братислава, Словацкая Республика) — чехословацкий юрист, политический и государственный деятель, словацкого происхождения, премьер-министр Словацкой социалистической республики (1989—1990).

## Биография
Родился 2 января 1942 года.
Окончил юридический факультет Университета Коменского, на котором преподавал (1961—1964 и 1970—1987). Доктор юридических наук, профессор, член-корреспондент Словацкой Академии наук. Является автором нескольких монографий и других документов в области уголовного и конституционного права.
- 1964—1967 гг. — в Министерстве юстиции Словакии,
- 1969—1970 гг. — заместитель министра юстиции Словацкой Социалистической Республики,
- 1977—1987 гг. — заведующий кафедрой уголовного права, криминологии и криминалистики и заместитель декана юридического факультета Университета Коменского,
- 1978—1989 гг. — директор Института государства и права Словацкой Академии наук,
- 1988—1989 гг. — вице-президент Словацкой Академии наук,
- 1988—1989 гг. — министр юстиции Словацкой Социалистической Республики,
- 1989—1990 гг. — премьер-министр Словацкой Республики,
- 1990—1992 гг. — член Федерального Собрания,
- 1992 г. — заместитель премьер-министра Чехословакии,
- 1993—2000 гг. — первый председатель Конституционного суда Словацкой Республики,
- с 2004 г. до конца жизни — начальник Канцелярии Президента Словацкой Республики.

В 1961—1990 гг. — член КПЧ, в 1990—1991 гг. член движения Общественность против насилия, 1991—1993 гг. — член Народной партии — Движение за демократическую Словакию. В 2000 г. предпринял неудачную попытку вернуться в политику от Демократической партии. В 2001 г. неудачно баллотировался на пост мэра Братиславы и в 2006 г. — на должность судьи Конституционного суда.
Его дочь является заведующий кафедрой уголовного права, криминологии и криминалистики юридического факультета Университета Коменского в Братиславе.
Умер 9 ноября 2012 года в Братиславе.